# Nikita Demchenko
Nikita Demchenko (Minsk, 6 de septiembre de 2002) es un futbolista bielorruso que juega en la demarcación de centrocampista para el F. C. Dinamo Minsk de la Liga Premier de Bielorrusia.

## Selección nacional
Tras jugar en las categorías inferiores de la selección, finalmente hizo su debut con la selección de fútbol de Bielorrusia en un partido de la Liga de Naciones de la UEFA 2024-25 contra Irlanda del Norte que finalizó con un resultado de 2-0 para el combinado norirlandés tras los goles de Daniel Ballard y Dion Charles.

## Clubes
| Club                      | País        | Año       | Partidos | Goles |
| ------------------------- | ----------- | --------- | -------- | ----- |
| F. C. Dinamo Minsk        | Bielorrusia | 2019-2020 | 3        | 0     |
| F. C. Smolevichi (cedido) | Bielorrusia | 2020      | 13       | 0     |
| F. C. Dinamo Minsk        | Bielorrusia | 2021-     | 91       | 2     |

## Palmarés

### Títulos nacionales
| Título                      | Club               | País        | Año  |
| --------------------------- | ------------------ | ----------- | ---- |
| Liga Premier de Bielorrusia | F. C. Dinamo Minsk | Bielorrusia | 2023 |
| Liga Premier de Bielorrusia | F. C. Dinamo Minsk | Bielorrusia | 2024 |
| Supercopa de Bielorrusia    | F. C. Dinamo Minsk | Bielorrusia | 2025 |